# Pachypsylla celtidismamma
Pachypsylla celtidismamma är en insektsart som först beskrevs av Fletcher 1883.  Pachypsylla celtidismamma ingår i släktet Pachypsylla och familjen rundbladloppor. Inga underarter finns listade i Catalogue of Life.